# أرجمون ترنيري
أرجمون ترنيري أو خشخاش شائك ترنيري (الاسم العلمي:Argemone turnerae) هو نوع من النباتات يتبع جنس الأرجمون من الفصيلة الخشخاشية.